# Alberto Grassi
Alberto Grassi (Brescia, 7 de março de 1995) é um futebolista profissional italiano que atua como meio-campo. Atualmente joga pelo Cremonese.

## Carreira
Alberto Grassi começou a carreira no Atalanta.